# Liste der Bodendenkmäler in Buchbrunn
Auf dieser Seite sind die Bodendenkmäler in der unterfränkischen Gemeinde Buchbrunn zusammengestellt. Diese Tabelle ist eine Teilliste der Liste der Bodendenkmäler in Bayern. Grundlage ist die Bayerische Denkmalliste, die auf Basis des Bayerischen Denkmalschutzgesetzes vom 1. Oktober 1973 erstmals erstellt wurde und seither durch das Bayerische Landesamt für Denkmalpflege geführt wird. Die folgenden Angaben ersetzen nicht die rechtsverbindliche Auskunft der Denkmalschutzbehörde.

## Bodendenkmäler in Buchbrunn
| Lage                      | Objekt | Akten-Nr.     | Bild           |
| ------------------------- | --- | ------------- | -------------- |
| (Standort)                | Grabenwerk des Jungneolithikums sowie Siedlung des Mittelneolithikums und des Jungneolithikums.                                                            | D-6-6226-0098 |                |
| (Standort)                | Siedlung der Linearbandkeramik, des Mittelneolithikums und des Jungneolithikums sowie Gräber der Schnurkeramik, der Urnenfelderzeit und der Hallstattzeit. | D-6-6226-0099 |                |
| (Standort)                | Bestattungsplatz mit Großgrabhügel vorgeschichtlicher Zeitstellung.                                                                                        | D-6-6226-0100 |                |
| (Standort)                | Bestattungsplatz mit Großgrabhügel vorgeschichtlicher Zeitstellung.                                                                                        | D-6-6226-0101 |                |
| (Standort)                | Siedlung der Linearbandkeramik sowie Körpergräber des Endneolithikums.                                                                                     | D-6-6226-0102 |                |
| (Standort)                | Siedlung vor- und frühgeschichtlicher Zeitstellung. | D-6-6226-0146 |                |
| (Standort)                | Siedlung vor- und frühgeschichtlicher Zeitstellung. | D-6-6226-0148 |                |
| (Standort)                | Siedlung der Bronzezeit oder der Urnenfelderzeit. | D-6-6226-0166 |                |
| (Standort)                | Siedlung der Urnenfelderzeit. | D-6-6226-0167 |                |
| Hauptstraße 15 (Standort) | Archäologische Befunde im Bereich der spätmittelalterlichen evangelisch-lutherischen Pfarrkirche St. Maria Magdalena von Buchbrunn.                        | D-6-6226-0195 | weitere Bilder |